# Pedro ximénez
Il pedro ximénez (anche conosciuto come PX, pedro jiménez o pedro) è una varietà di uva bianca che cresce in diverse regioni vitivinicole della Spagna.
È la principale uva con Denominazione di origine di Montilla-Moriles nella provincia di Cordova.
La vite richiede terreni ricchi e piccole potature. James Busby portò da Jerez de la Frontera alcune viti di pedro ximénez in Australia nel 1832 e che piantò a Clarendon. Il Reale giardino botanico di Sydney registrò questa pianta intorno al 1839.
Il vino prodotto da questo vitigno è dolce e scuro e viene usato per accompagnare i dessert.
Per produrlo si asciuga l'uva al sole, per concentrarne la dolcezza. Questo crea un vino pesante e scuro con aromi di uva passa e melassa, che viene poi reso liquoroso e invecchiato in solera.
La pedro ximénez viene coltivata anche in Australia per fare vini liquorosi simili allo Jerez, ma conosciuti col termine australiano apera.
Viene spesso usato nella Valle di Swan nell'Australia occidentale per essere mescolata insieme ad altre varietà di uva con muffa nobile per realizzare vino per dolci.

## Sinonimi
Tra i sinonimi del vitigno si annoverano in ordine alfabetico: alamais, chirones, corinto bianco, don bueno, jiménez, pedro, himenez,  ximénez, ximénès, pedro jiménez (in Andalucía), pedro khimenes, pedro ximénès, pedro ximenes (in Andalusía), pedro ximenez, pedro ximenez bijeli, pedro ximenes de jerez, pedro ximenez de montilla, pedro ximinez, pero ximen, perrum  (nella regione dell'Alentejo, in Portogallo), pasa rosada de Málaga, pierre ximenes, uva pero ximenez, uva pero ximen, uva pero ximenes, pero ximenez, ximen, ximenes (in Andalusía), ximenez, alamis de totana, alamis, myuskadel, verdello (nelle Isole Canarie), ximenecia, zalema colchicina e con le iniziali PX (in Andalusía).